# Estados Malaios não Federados
O termo Estados Malaios não Federados foi o nome coletivo dado a cinco protetorados britânicos na península malaia na primeira metade do século XX. Esses estados foram Johor, Kedah, Kelantan, Perlis e Terengganu. Em contraste com os quatro vizinhos, os Estados Federados Malaios - Selangor, Perak, Pahang e Negeri Sembilan - os cinco Estados Malaios não Federados não tinham instituições comuns e não formaram um Estado único no direito internacional.

Malásia em 1922.
----
Estados Malaios não Federados
Estados Federados Malaios
Estabelecimentos dos Estreitos

Em 1946, a colônia britânica dos Estabelecimentos dos Estreitos foi dissolvida. Penang e Malacca, que tinham formado uma parte dos Estabelecimentos dos Estreitos, foram agrupadas com os cinco Estados Malaios não Federados e com os quatro Estados Federados Malaios para formar a União Malaia. Em 1948, a União Malaia foi reconstituída como uma federação de onze estados conhecida como a Federação Malaia. Nove estados da Federação Malaia continuaram como Estado protegido pelos britânicos, enquanto dois deles - Penang e Malacca - permaneceram como colônias britânicas. A Federação Malaia obteve a independência total do Reino Unido em agosto de 1957.

## História
Johor aceitou um tratado de defesa com o Reino Unido em 1885 e, finalmente, sucumbiu à pressão britânica para aceitar um "conselheiro" residente em 1904. Ao contrário dos outros Estados malaios sob "proteção" britânica, no entanto, Johor permaneceu fora dos Estados Federados Malaios (formado em 1895).
Nos termos do Tratado de Bangkok de 1909, Sião cedeu os seus direitos ao longo dos estados malaios do norte (Kelantan, Terengganu, Kedah e Perlis) para o Reino Unido.  Estes estados, em seguida, tornaram-se Estados protegidos britânicos. Com a ajuda do Japão, voltaram temporariamente a jurisdição tailandesa na última parte da Segunda Guerra Mundial.